# فرودگاه بریگم سیتی
فرودگاه بریگم سیتی (به انگلیسی: Brigham City Airport) یک فرودگاه همگانی بهره‌برداری هوایی با کد یاتا BMC است که یک باند فرود آسفالت دارد و طول باند آن ۲۲۸۶ متر است. این فرودگاه در شهر بریگهم سیتی، یوتا کشور ایالات متحده آمریکا قرار دارد و در ارتفاع ۱۲۸۹ متری از سطح دریا واقع شده‌است.